# Forças Armadas da Sérvia e Montenegro
As Forças Armadas da Sérvia e Montenegro (Servo-croata: Војска Србије и Црне Горе, Vojska Srbije i Crne Gore, [ВСЦГ / VSCG]) incluía forças terrestres com tropas internas e de fronteira, forças navais, forças aéreas e de defesa aérea, e defesa civil. De 1992 a 2003, o VSCG foi chamado de Exército Iugoslavo (Servo-croata: Војска Југославије, BJ / Vojska Jugoslavije, VJ, lit.  "Exército [da] Iugoslávia"),   criado a partir dos remanescentes do Exército Popular Iugoslavo (JNA), os militares da República Socialista Federativa da Iugoslávia. O estado remanescente, então denominado República Federal da Iugoslávia, participou das Guerras Iugoslavas com intervenção direta limitada de suas próprias forças armadas. Após o fim das guerras e as reformas constitucionais de 2003, pelas quais o estado foi renomeado como "Sérvia e Montenegro", os militares mudaram de nome em conformidade. Os militares estiveram fortemente envolvidos no combate aos separatistas albaneses durante a Guerra do Kosovo e no conflito do Vale de Preševo, e também envolveram aviões de guerra da OTAN durante o Intervenção militar na Iugoslávia em 1999.
Após a dissolução da Sérvia e Montenegro com o referendo sobre a independência montenegrina (2006), uma fração das forças armadas conjuntas foi dada a Montenegro, com a maior parte da força permanecendo na Sérvia. Montenegro herdou a marinha porque a Sérvia não tem litoral.

## Organização

### Exército Iugoslavo (VJ)
As Forças Armadas da Iugoslávia (VJ) foram organizadas da seguinte forma:

#### Forças terrestres
- 1º Exército
  - Corpo de Novi Sad
  - Comando de Belgrado
  - Corpo de Kragujevac
  - Unidades independentes
- 2º Exército
  - Corpo de Podgorica
  - Corpo de Užice
  - Unidades independentes
- 3º Exército
  - Corpo de exército de Niš
  - Corpo de Leskovac
  - Corpo de Pristina
  - Unidades independentes

#### Marinha
- Comando de Guerra
- Flotilha
- 81º
- 83º
- 85º
- 108º
- 110º
- 82º
- 69º
- 367º
- 9º
- 10º
- 27º
- 61º
- 223º
- 9º

## Inventário

### Forças terrestres
Veículos blindados
- M-84
- T-55 A-~750
- M-80A
- BTR-50
- BRDM-2
- BOV

Artilharia
- M-46
- M-56
- M-84 Nora-A
- D-30
- 2S1 Gvozdika
- M-63
- M-77

Defesa Aérea
- Bofors 40 mm L/70
- M53/59 Praga – 100–200
- SA-7
- SA-14
- SA-18
- SA-9
- SA-13
- SA-3
- SA-6

Armas de infantaria
- Pistola CZ-99 9mm
- Fuzis de assalto M70A/M70B1 7.62mm
- Rifle de longo alcance M93 Black Arrow
- BGA
- M76 7,9mm rifle de precisão
- M72 7,62mm  Metralhadora
- M84 7,62mm  Metralhadora
- M87 12,7mm metralhadora pesada[3]
- AT-3 Sagger
- Torneira AT-4
- M79 "Osa" 90mm
- M80 "Zolja" lançador de granadas de foguete 64mm

### Força aérea
O inventário incluía MiG-21 (caça/reconhecimento/treinador), MiG-29 (caça/treinador), Soko J-22 (solo/reconhecimento/treinador), Soko G-2 (caça/bombardeiro/treinador), Soko G- 4 (caça/bombardeiro/alvo/treinador, Antonov An-2 (carga), Antonov An-26 (carga), Yakovlev Yak-40 (VIP), Mil Mi-8 (multifunção), Mil Mi-14 (anti-submarino), Kamov Ka-25 (anti-submarino), Kamov Ka-28 (anti-submarino), Aérospatiale Gazelle (ataque/utilidade/reconhecimento). 

## Marinha de guerra
A Marinha, oficialmente chamada de Marinha de Guerra do Exército da Iugoslávia (Servo-croata: Ратна морнарица Војске Југославије, Ratna mornarica Vojske Jugoslavije, RMVJ) de 1992 a 2003 e a Marinha de Guerra da Sérvia e Montenegro (Servo-croata: Ратна Морнарица Србије и Црне Горе, Ratna Mornarica Srbije i Crne Gore lit. 'Marinha de Guerra da Sérvia e Montenegro') de 2003 a 2006, foi baseada em Kotor e era em grande parte composta por navios herdados da Marinha de Guerra Iugoslava anterior a 1992 (Servo-croata: Југословенска ратна морнарица, Jugoslovenska ratna mornarica, lit. 'Marinha da Guerra Iugoslava').   Durante a Operação Força Aliada da OTAN em 1999, a Marinha assumiu o controlo da navegação civil em torno de Kotor, apesar do bloqueio da OTAN  e em diversas ações os navios de guerra da Marinha dispararam contra aviões da OTAN que se dirigiam para atacar alvos iugoslavos.  A Marinha afirmou ter abatido três UAVs sobre Boka Kotorska. As imagens dos restos de um deles foram divulgadas online. 
- Fragata classe Koni (2)
- Fragata classe Kotor (2)
- Submarino classe Heroj (3)
- Submarino classe Sava (2)
- Submarino classe Una (5)
- Barco com mísseis da classe Končar (6)
- Barco com mísseis da classe Osa (10)
- Veleiro Jadran
- Caça-minas classe Neštin (7)
- Navio fluvial Kozara

## Experiência operacional
- Guerra da Croácia e Guerra da Bósnia (1992-1995), não oficialmente, apoio logístico e suprimentos
- Insurgência no Kosovo (27 de maio de 1995 – 28 de fevereiro de 1998), beligerante, contra-terrorismo
- Guerra do Kosovo (28 de março de 1998 - 11 de junho de 1999), incluindo o bombardeio da OTAN na Iugoslávia (23 de março - 10 de junho de 1999), beligerante
- Insurgência no Vale Preševo (12 de junho de 1999 – 1 de junho de 2001), beligerante, contra-terrorismo

## Estatísticas

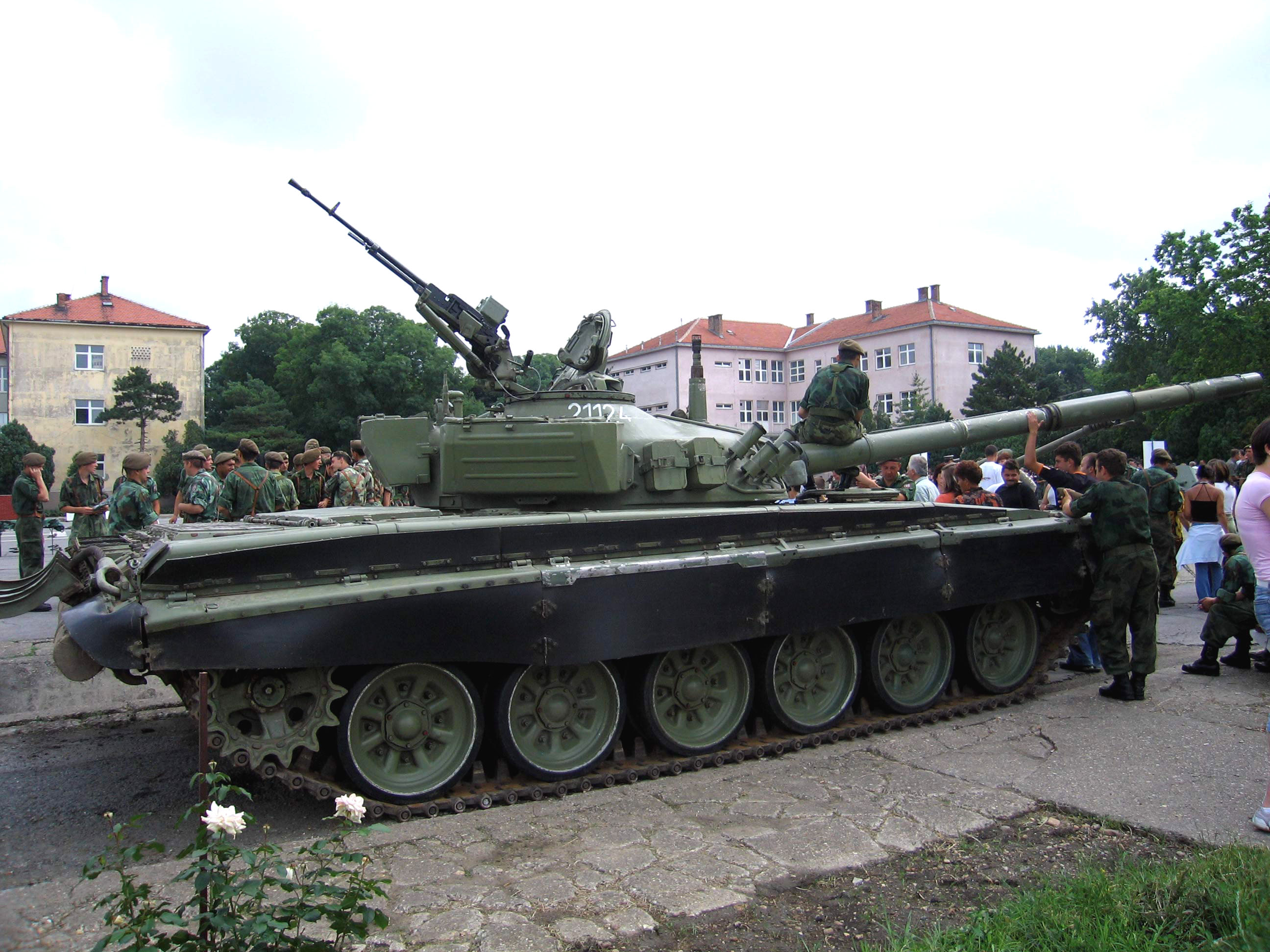
O tanque de batalha principal M-84

Os civis aptos para o serviço militar foram estimados em cerca de 4.888.595 (estimativa de 2001). A estimativa de 2002 para as despesas militares como percentagem do PIB foi de 4,6%. Reformas significativas foram empreendidas nas forças armadas da Sérvia e Montenegro. Em 2002, a força militar servo-montenegrina contava com cerca de 117.500 soldados, apoiados por cerca de 450.000 reservas. O Exército de 100.000 homens tinha 1.500 tanques de batalha principais e 687 veículos de infantaria armados. A Marinha contava com 3.500 efetivos, dos quais 900 eram fuzileiros navais. Toda a Marinha era composta totalmente por 6 submarinos, 3 fragatas, 41 navios patrulha e costeiros e 14 “outras” embarcações. Os 14.000 efetivos da Força Aérea contavam com 192 aeronaves de combate e 72 helicópteros armados. 
Ramos
- Exército ou Forças Terrestres (Kopnena vojska – KoV VSCG)
- Força Aérea e Defesa Aérea (Ratno Vazduhoplovstvo i Protivvazdušna odbrana – RV i PVO VSCG)
- Marinha (Ratna Mornarica – RM VSCG)

Efetivo militar – idade militar: 19 anos de idade (est. 2003)
Mão de obra militar – disponibilidade: homens de 15 a 49 anos: 3.579.620 (estimativa de 2003)
Mão de obra militar – apta para o serviço militar: homens de 15 a 49 anos: 3.077.660 (estimativa de 2003)
Mão de obra militar – atingindo a idade militar anualmente: homens: 101.547 (estimativa de 2003)
Despesas militares – valor em dólares: US$ 954 milhões (2002)
Despesas militares - percentagem do PIB: 4,6% (2002. est.)

## Implantação internacional
O VJ esteve na Croácia até 20 de outubro de 1992. 
O VSCG fazia parte da MONUC, a missão da ONU no Congo. O VSCG também fazia parte da UNAMSIL, a missão da ONU na Serra Leoa.
O último chefe do Estado-Maior das Forças Armadas da Sérvia e Montenegro foi o general Ljubiša Jokić.